# Egy úr az űrből
Az Egy úr az űrből (eredeti cím: Mork & Mindy) 1978-tól 1982-ig vetített amerikai televíziós filmsorozat, amelynek a főszereplői Robin Williams és Pam Dawber. A tévéfilmsorozat a Henderson Productions, a Miller-Milkis Productions, a Miller-Milkis-Boyett Productions és a Paramount Television gyártásában készült, a CBS Television Distribution forgalmazásában jelent meg. Műfaját tekintve szituációs komédia és sci-fi filmsorozat. Amerikában először az ABC vetítette, 1978. szeptember 14. és 1982. május 27. között. Magyarországon először a Magyar Televízió sugározta 1982. szeptember 11-től, később pedig új szinkronnal a TV2 és az M+ / Cool TV vetítette.

## Történet
Mork (Robin Williams) az Ork bolygóról egy tojás alakú űrhajóval érkezik a Földre, és egy Mindy nevű lány fogadja be otthonába. Bolygónkon a földi életet tanulmányozza, tapasztalatait minden epizód végén továbbítja saját bolygója vezetőinek, ezzel mintegy görbe tükröt tartva elénk, szembesít bennünket jó vagy éppen rossz tulajdonságainkkal, szokásainkkal. A köszönése: „Nanu, Nanu!” szállóigévé vált.

## Szereplők
| Szereplő                | Színész / Eredeti hang | Magyar hang                     | Magyar hang                    |
| Szereplő                | Színész / Eredeti hang | 1. magyar szinkron (MTV1, 1982) | 2. magyar szinkron (TV2, 1998) |
| ----------------------- | ---------------------- | ------------------------------- | ------------------------------ |
| Mork                    | Robin Williams         | Maros Gábor                     | Rudolf Péter                   |
| Mindy McConnell         | Pam Dawber             | Kiss Mari                       | Kökényessy Ági                 |
| Eugene                  | Jeffrey Jacquet        | ?                               | Szvetlov Balázs                |
| Orson (hang)            | Ralph James            | Makay Sándor                    | Vass Gábor                     |
| Fred "Fredzo" McConnell | Conrad Jains           | Zana József                     | Harsányi Gábor                 |
| Cora Hudson             | Elizabeth Kerr         | Győri Ilona                     | Győri Ilona                    |
| Jean DaVinci            | Gina Hecht             | ?                               | ?                              |
| Delano Bickley          | Tom Poston Franklin    | ?                               | ?                              |
| Nelson Flavor           | Jim Staahl             | ?                               | ?                              |
| Remo DaVinci            | Jay Thomas             | ?                               | ?                              |
| Cathy McConnell         | Shelley Fabares        | ?                               | Csere Ágnes                    |
| Exidor                  | Robert Donner          | ?                               | Schnell Ádám                   |
| Mearth                  | Jonathan Winters       | ?                               | Dobránszky Zoltán              |